# (578) Гаппелия
(578) Гаппелия (нем. Happelia) — астероид главного пояса, который принадлежит к спектральному классу X. Он был открыт 19 сентября 1905 года немецким астрономом Максом Вольфом в Обсерватории Хайдельберг-Кёнигштуль. Назван в честь художника Карла Гаппеля, который финансово поддерживал обсерваторию.